# Mediastinalemfysem
Mediastinalemfysem eller mediastinalt emfysem uppstår när luft tränger ut ur lungsäcken till det mellanrum som är mellan lungorna, mediastinum, och vid hjärtat.
Mediastinalemfysem orsakar smärta, andningssvårigheter och eventuellt svårigheter för hjärtat att slå. Det orsakas oftast av trauma såsom dykningsolyckor.